# (35) Leucótea
(35) Leucótea es un asteroide perteneciente al cinturón de asteroides descubierto el 19 de abril de 1855 por Karl Theodor Robert Luther desde el observatorio de Düsseldorf-Bilk, Alemania.
Está nombrado por Leucótea, una diosa de la mitología griega.

## Características orbitales
Leucótea está situado a una distancia media de 2,992 ua del Sol, pudiendo acercarse hasta 2,313 ua. Su excentricidad es 0,2269 y la inclinación orbital 7,935°. Emplea en completar una órbita alrededor del Sol 1890 días.